# 10 Przykazań (ulotka)
10 Przykazań UPL (UPL - Ukraińska Partia Ludowa, ukr. Десять заповідей УНП)  – ulotka autorstwa Mykoły Michnowśkiego, opublikowana w 1903, kolportowana wśród społeczeństwa ukraińskiego w zaborze austriackim i rosyjskim, oraz w diasporze jako manifest ukraińskiego ruchu nacjonalistycznego.
Treść przykazań:
1. Jedna, jedyna, niepodzielna, niepodległa, wolna, demokratyczna Ukraina – republika ludzi pracujących. Oto narodowy ogólnoukraiński ideał. Niech każde ukraińskie dziecko pamięta, że narodziło się ono na ten świat, by spełnić ten ideał.
2. Wszyscy ludzie są twoimi braćmi, ale Moskale, Lachy, Węgrzy, Rumuni i Żydzi – to wrogowie naszego narodu, dopóki oni panują nad nami i wyzyskują nas.
3. Ukraina dla Ukraińców! Wygoń więc zewsząd z Ukrainy obcych – gnębicieli.
4. Zawsze i wszędzie używaj ukraińskiego języka. Niech ani twoja żona, ani twoje dzieci nie kalają twojego domu mową obcych – gnębicieli.
5. Szanuj działaczy rodzinnego kraju, nienawidź jego wrogów, znieważaj przechrztów – odstępców, a będzie dobrze całemu twojemu narodowi i tobie.
6. Nie zabijaj Ukrainy swoją obojętnością dla ogólnonarodowych interesów.
7. Nie stań się renegatem – odstępcą.
8. Nie okradaj własnego narodu pracując dla wrogów Ukrainy.
9. Pomagaj swojemu rodakowi przed innymi. Trzymaj się kupy.
10. Nie bierz sobie żony z obcych, gdyż twoje dzieci będą twoimi wrogami; nie przyjaźń się z wrogami naszego narodu, bo tym dodajesz im siły i odwagi; nie zadawaj się z gnębicielami naszymi, bo zostaniesz zdrajcą.

Dekalog UPL posłużył jako wzór dla późniejszego Dekalogu ukraińskiego nacjonalisty. 
Zdaniem Lucyny Kulińskiej ulotka miała na celu wzniecanie nienawiści Ukraińców do innych narodowości w celu walki o niepodległość Ukrainy. 